# 알렉산드르 파블로프 (레슬링 선수)
알렉산드르 발레리예비치 파블로프(벨라루스어: Аляксандр Валер'евіч Паўлаў 알략산드르 발레리예비치 파울라우, 러시아어: Алекса́ндр Вале́рьевич Па́влов, 1973년 7월 9일~)는 벨라루스의 전직 레슬링 선수이다. 1996년 하계 올림픽 남자 그레코로만형 라이트플라이급 은메달을 획득했으며 세계 선수권 대회에서 은메달 1개를 획득했다.